# Адамув (Венґровський повіт)
Адамув (пол. Adamów) — село в Польщі, у гміні Вежбно Венґровського повіту Мазовецького воєводства.
Населення — 31 особа (2011).
У 1975-1998 роках село належало до Седлецького воєводства.

## Демографія
Демографічна структура станом на 31 березня 2011 року:
|          | Загалом | Допрацездатний вік | Працездатний вік | Постпрацездатний вік |
| -------- | ------- | ------------------ | ---------------- | -------------------- |
| Чоловіки | 13      | 1                  | 8                | 4                    |
| Жінки    | 18      | 4                  | 7                | 7                    |
| Разом    | 31      | 5                  | 15               | 11                   |